# Fonction de comptage de Nevanlinna
La fonction de comptage de Nevanlinna est une fonction très importante en analyse complexe et en analyse fonctionnelle. Elle permet notamment de montrer que les opérateurs de composition sont continus sur l'espace de Hardy {\displaystyle H^{2}(\mathbb {D} )}.

## Définition
Soit {\displaystyle \varphi \in Hol(\mathbb {D} )} telle que {\displaystyle \varphi (\mathbb {D} )\subset \mathbb {D} }. On définit la fonction de comptage de Nevanlinna de {\displaystyle \varphi } pour tout {\displaystyle w\in \mathbb {D} \setminus \lbrace \varphi (0)\rbrace } :
où {\displaystyle \varphi ^{-1}(\lbrace w\rbrace )} désigne l'ensemble des antécédents de {\displaystyle w} par {\displaystyle \varphi } , chacun étant compté avec sa multiplicité (en tant que zéro de la fonction {\displaystyle \varphi -w}).
Par convention on pose : {\displaystyle N_{\varphi }(\varphi (0))=0}.